# Mètre carré par seconde
Le mètre carré par seconde (symbole m2/s) est l'unité SI
- de la viscosité cinématique[1] (grandeur scalaire) ;
- de la vitesse aréolaire[2] (grandeur vectorielle) ;
- du débit-volume linéique[1] (grandeur scalaire).